# Săliște, Hunedoara

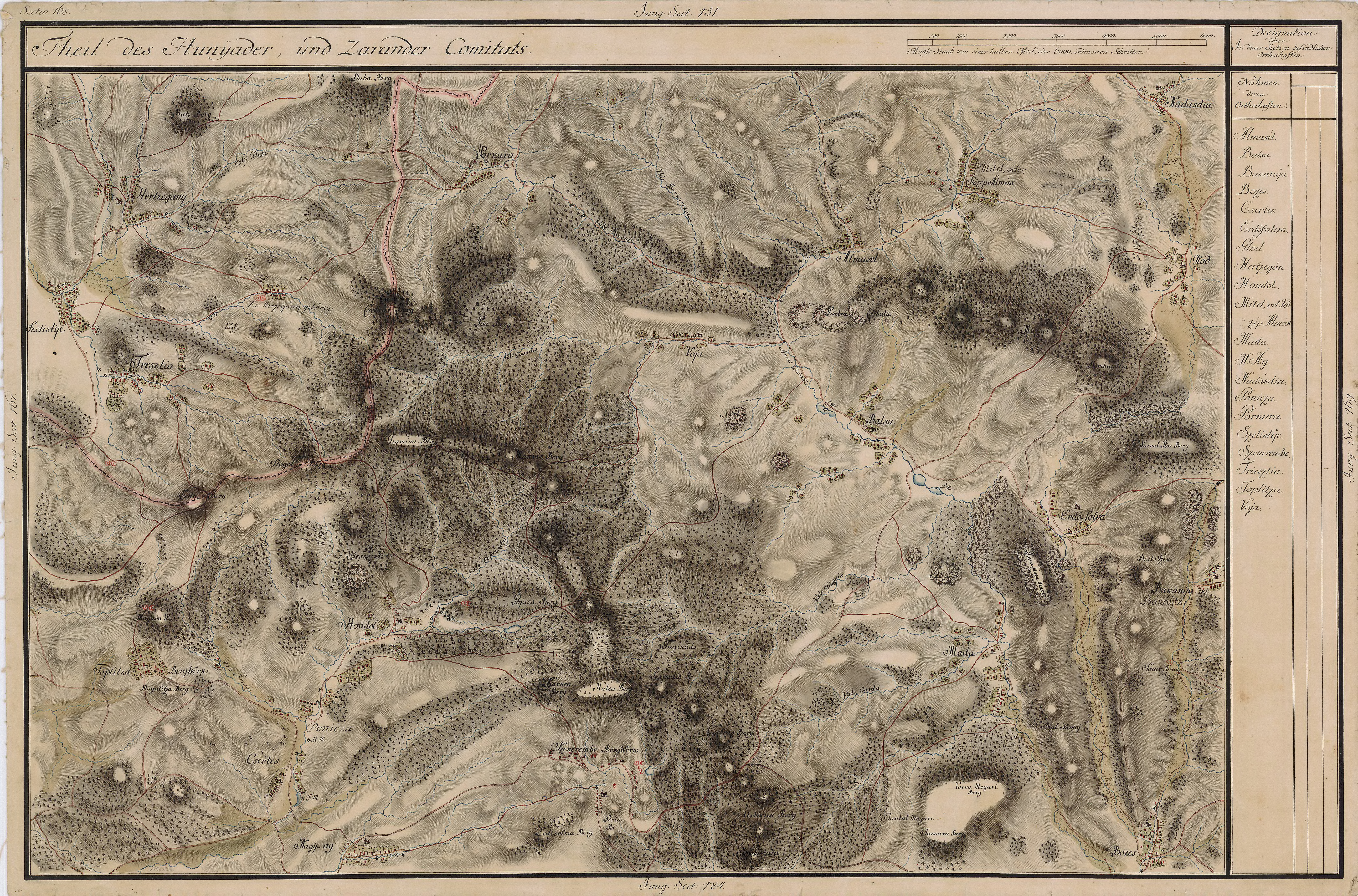
Săliște în Harta Iosefină a Transilvaniei, 1769-1773

Săliște este un sat în comuna Băița din județul Hunedoara, Transilvania, România.
Așezare, hotare și vecini.
Satul Săliște face parte din comuna Băița, comună care este una dintre comunele importante ale județului Hunedoara, fiind formată din 11 sate (Băița, Barbura, Căinelu de Sus, Crăciunești, Fizeș, Hărțăgani, Lunca, Ormindea, Peștera, Trestia și Săliște).
Zonă pitorească și nepoluată, ocupând un loc privilegiat printre comunele din Zarand, Săliște se află la 26 km distanță de reședința județului, municipiul Deva, și la 25 km de municipiul Brad.
Localitatea Săliște este situată la 2 km de reședința comunei, având 7,5% din populația acesteia și se învecinează cu Băița, Trestia și Hărțăgani.
Satul este așezat în partea de est a comunei Băița, învecinându-se cu Trestia, la vest, cu Hărțăgani la nord, iar la est cu dealul Setras și cu Băița. Este un sat mic, dar cu oameni 'tot unul și unul'.